# Свято-Духівський чоловічий монастир
Свято-Духівський чоловічий монастир — культовий заклад Православної церкви України (раніше — УПЦ Київського патріархату) біля села Городське Коростишівського району Житомирської області.

## Історичні відомості
Створений у 2000 році за ініціативою єпископа Житомирського й Овруцького Ізяслава. На цьому місці владика Ізяслав на власному автомобілі потрапив в аварію, але залишився живим. Така ситуація сподвигла його тут побудувати монастир. Настоятелем монастиря нині є схиархімандрит Антоній (Гойко).

## Опис
Неподалік від траси Київ-Чоп М06 у сосновому борі з південної сторони села Городське Коростишівського району  Житомирської області біля лісового озера на лівому березі річки Великі Лози розташований чудовий монастир. Всі будівлі побудовані з дерева. Все виконано у стилізованому українському стилі. 
На території чоловічої обителі побудовано меморіальний комплекс «Українська голгофа», присвячений жертвам геноциду українського народу і репресіям радянської влади проти православного духівництва.